# بوگیمن (فیلم ۲۰۲۳)
بوگیمن (به انگلیسی: The Boogeyman) یک فیلم ترسناک و معمایی آمریکایی به کارگردانی راب ساویج بر اساس فیلمنامه‌ای از اسکات بک، برایان وودز و مارک هیمن است که بر اساس داستان کوتاهی به همین نام در سال ۱۹۷۳ نوشته استیون کینگ ساخته شده‌است. در این فیلم مدیسون هو، ویوین لایرا بلیر، سوفی تاچر، دیوید دستمالچیان، کریس مسینا و جین وردین به ایفای نقش پرداخته‌اند.
فیلم‌برداری در فوریه ۲۰۲۲ در نیواورلئان آغاز شد. این فیلم که در ابتدا برای انتشار در سرویس استریم هولو برنامه‌ریزی شده بود، اما در تاریخ ۲ ژوئن ۲۰۲۳ توسط استودیو قرن بیستم در ایالات متحده اکران شد.

## داستان
موجودی ترسناک که وارد خانه‌ای می‌شود، یک دختر نوجوان و خواهر کوچکش که هنوز از مرگ غم‌انگیز مادرشان به خود می‌پیچند، خود را گرفتار حضور سادیستی در خانه خود می‌بینند و تلاش می‌کنند تا قبل از اینکه دیر شود، توجه پدر سوگوارشان را جلب کنند…